# Isabelle Mambingo
 (juin 2019).
Isabelle Mireille Mambingo Mambingo, née le 10 avril 1985, est une footballeuse internationale camerounaise évoluant au poste de gardien de but en équipe du Cameroun.

## Biographie
Elle signe en mars 2019 à Green City, en première division camerounaise.
Elle participe avec l'équipe du Cameroun à la Coupe d'Afrique des nations 2016.
Elle fait ensuite partie des 23 joueuses camerounaises retenues afin de participer à la Coupe du monde 2019 organisée en France.

## Palmarès
- Finaliste de la Coupe d'Afrique des nations 2016 avec l'équipe du Cameroun